# Shooto

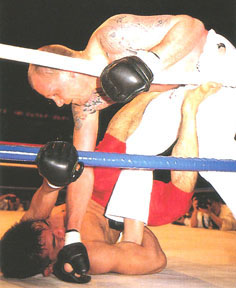
Sport de combat.

Le shooto est un sport de combat de percussion-préhension, fondé au Japon en 1984 par Satoru Sayama, dérivé du shoot wrestling, et dont les compétitions sont régies par la Commission internationale de shooto (CSI) depuis 1996. La CSI est une des plus anciennes organisations d'arts martiaux mixtes, et ses événements Vale Tudo Japan ont joué un rôle essentiel dans l'essor du PRIDE Fighting Championships et le développement du MMA moderne. De nombreux combattants japonais de MMA ont débuté avec le shooto et l'organisation organise toujours des tournois professionnels et amateurs.
Ce sport combine les techniques de percussion (frappes) telles que coups de pied, de poing, de genou et de coude (issues notamment de la boxe anglaise, du kick-boxing, du muay-thaï), et les techniques de préhension (lutte) en corps à corps, comme les clés articulaires, les étranglements et les projections (issues notamment du judo, du ju-jitsu, du catch, du sambo).
Le terme « shooto » est dérivé des mots japonais « shū » (修, qui signifie « discipline ») et « to » (斗, qui est ici un simple ateji, c'est-à-dire qu'il n'est pas utilisé pour son sens mais pour sa phonétique)[réf. nécessaire].
Bien que les combats de shooto actuels ne soient pas différenciables des combats de MMA, au Japon, les promoteurs, les combattants et les fans le considèrent toujours comme un sport de combat distinct, à part entière. Ailleurs, il est désormais considéré comme une organisation mineure de MMA, ses compétitions de niveau professionnel n'étant pas de très haut niveau, les champions du monde de shooto ne parvenant plus que rarement à gagner des combats au sein des principales organisations de MMA.

## Origine
Sayama a commencé par étudier le judo et le ju-jitsu puis, plus tard, le catch américain, discipline dans laquelle il était connu sous le nom de "Tiger Mask". Le sambo lui a été enseigné par Victor Koga et il a appris le muay thaï auprès de Toshio Fujiwara, le seul champion du monde japonais de la discipline.
C'est en février 1984 que Satoru Sayama fonda son premier dojo à Setagaya (Tokyo), qu'il nomma "Tiger Gym". Plus tard, le dojo se déplaça à Sangenjaya, toujours à Tokyo, où il devint le légendaire "Super Tiger Gym".
Avec son passé de catcheur et d'artiste martial, Sayama voulut combiner à la fois la compétitivité et l'intensité que l'on peut retrouver lors des compétitions de sports de combat, et le spectacle que l'on peut voir lors des rencontres de catch. En 1984, cette conception d'un art martial complet et spectaculaire anticipait ce qui allait devenir les arts martiaux mixtes près d'une décennie plus tard.
En 1987 la première association de shooto est créée.
Le 18 mai 1989, le premier tournoi professionnel de shooto est organisé sous le nom de First Champion Series Part 1.

## Compétitions

### Types de compétitions
Il existe quatre types de compétitions sportives de shooto :
- le light-contact n'autorise que les techniques de frappe et de balayage dites « contrôlées ».
- le médium-contact autorise l'utilisation d'une puissance dite « très modérée ».
- le précombat technique autorise la frappe dite « appuyée », mais interdit les coups dit « durs » susceptibles de mettre l'adversaire hors de combat. Il est réservé aux combattants expérimentés. Dans ce type de compétitions, le combattant ayant le plus de points est déclaré vainqueur (c’est-à-dire : atteinte de cibles corporelles autorisées avec suffisamment de puissance). Il n'y a pas de compté de l'arbitre, et en cas de défaillance, le combattant a 10 secondes pour récupérer. En cas de seconde défaillance, le combattant est arrêté définitivement par l'arbitre. Pour les mineurs, l’impact à la face doit être « très modéré », comme en médium-contact.
- le combat de plein impact autorise l'utilisation de la pleine puissance, sauf pour les mineurs pour lesquels la puissance des techniques « en ligne haute » doit rester « modérée »[2].

### Catégories de combattants
Les catégories sont reparties en 4 à 5 classes :
- Class D: Amateur (2 × 2 min, système de points)
- Class C: Amateur (2 × 3 min, système de points)
- Class B: Pro (2 × 5 min)
- Class A: Pro (3 × 5 min)
  - Class S: Pro-Elite (3 × 5 min)

Les catégories D- a C+ se déroulent avec protections obligatoires (protèges genoux, casque et protège-tibias), sauf lors d'un combat de passage de grade (C+ / B-). Les coaches peuvent alors juger utile ou non de faire combattre leurs fighter dans les conditions qu'il rencontrera dans la catégorie pour laquelle il prétend.
Les catégories (B- à B+) sont des catégories nommées semi-professionnelles. Dans cette catégorie, jugée comme intermédiaire, les protections aux genoux, protège-tibias et le casque ne sont plus obligatoires. De plus, les temps de rounds sont alors modifiés pour se rapprocher davantage de la catégorie professionnelle et, à la grande différence de "la classe C", les coups au sol sont autorisés.
Les catégories (A- à S) sont des catégories professionnelles, tous les fighters prétendant à ces catégories disposent au minimum d'une quinzaine de combats amateur et semi-professionnels (tout dépend de l'origine du fighter, naturellement... Chaque nation ou organisation a sa propre vision des choses).
Ex. : un organisateur peut envoyer un jeune 'shooter' de moins de 10 combats s'il a un passé martial, (champion d'Europe de lutte, champion du monde de Yoseïkan, champion du monde de karaté...) peuvent bénéficier d'une clémence en matière de réglementation qui est à discuter avec l'organisateur du tournoi ou du gala.

« Le premier stade est celui d’étudiant débutant puis étudiant avancé avant de pouvoir commencer les compétitions amateurs lorsqu’ils auront atteint le stade de pre-shooter. Lorsqu’ils atteignent le stade professionnel, on peut alors parler de shooter. (Yorinaga Nakamura) »

### Façons de remporter un combat
Lors d'une compétition de shooto, il est possible de remporter un comnbat avant la limite de temps imparti (selon les classes précédemment illustrées) ou à la décision, à la fin du temps imparti.

#### Avant la limite
- Knockout (KO) – Un adversaire est complètement ou pratiquement inconscient à la suite de frappes et le combat est arrêté car la personne se trouve dans un état où elle est complètement incapable de se défendre.
- Knockout technique (TKO) – Un KO technique est une situation où un combattant est dans l’incapacité technique de poursuivre normalement le combat. Beaucoup de situations peuvent mener à un TKO. L’une d’entre elles est l’arrêt par l’arbitre. Lorsqu’un combattant reçoit trop de coups et qu’il n’arrive plus à se défendre, l’arbitre intervient pour arrêter le combat, afin de préserver la santé du combattant, dans le cas contraire, les coups pourraient l’amener au KO complet. Par exemple, un combattant n’arrivant plus à faire face au combat qui devient alors trop intense, ou une douleur persistante et visible due par exemple à trop de low-kicks reçus, une déferlante de coups debout amènera l’arbitre à stopper le combat quel que soit l’avis du combattant afin de préserver sa santé.

Une coupure est une autre situation menant au TKO, en cas de coupure trop importante provoquée par un coup, l’arbitre, avec l’avis des médecins, peut décider de stopper le combat. Lorsque les hommes de coin jettent l’éponge/la serviette (throw towel) pour stopper le combat, et donc abandonner. Ceci peut être dû à une douleur persistante qui l’empêche de combattre normalement ou à une trop grande différence de niveau entre les deux combattants (l'arbitre, le combattant ou le coin stoppera le combat, jugeant que l'adversaire à un niveau trop élevé et/ou mettant l'intégrité physique ou moral du combattant en jeu).
- Soumission – Situation où un combattant est physiquement forcé d’abandonner, de “taper” de la main sur son adversaire (souvent 3 fois) pour signaler sa défaite, à la suite d'une clé exercée sur lui ou une technique d'étranglement (sanguin ou respiratoire) par son adversaire.

Un combattant peut aussi signaler à l’arbitre le désir d’arrêter de lui-même le combat verbalement (Verbal Submission).
- Soumission technique – Est déclaré Technical Submission lorsque l’arbitre décide de mettre fin au combat lorsqu’il considère que le combattant qui subit la soumission/la clé est trop engagé et que l’articulation, le muscle, ou que le combattant va s’évanouir, alors même que celui-ci n’a pas taper trois fois (abandon).
- Disqualification (DQ) – Lorsqu’un combattant viole délibérément une règle de l’organisation en portant par exemple un coup interdit (pique dans les yeux, morsures...).
- Décision technique (en) (TD) (Unanime, Partagé) – Lorsque par exemple un combattant est dans l’incapacité de continuer le combat à la suite d'un accident arrivé non intentionnellement. Les juges choisissent alors un vainqueur. Par exemple, un combattant se tord la cheville sur le ring, les docteurs l’empêchent de continuer le combat, le combat est donc arrêté comme s'il avait atteint la limite de temps et les juges donnent leur décision.
- Match nul (Technical Draw) (Unanime, Partagé) – Même situation, mais le match nul est déclaré.
- No contest (NC) – Coupure non intentionnelle due à un coup irrégulier ou test positif aux produits illicites à l'issue d'une victoire ou demande d’annulation de décision par un combattant qui considère que l’arrêt du combat a été prématuré, etc.

#### Sur décision
- Unanimous Decision (UD) – Décision unanime, les 3 juges donnent le même avis.
- Split Decision (SD) – Décision partagée, 2 juges sont du même avis, 1 de l’avis contraire.
- Majority Decision (MD) – Décision à la majorité, 2 juges sont du même avis, 1 donne l'égalité.
- Unanimous Draw – Égalité unanime, 3 juges donne l'égalité.
- Split Draw – Égalité partagée, 1 juge donne la victoire pour un combattant, 1 autre la défaite à ce même combattant, et le dernier l'égalité.
- Majority Draw – Égalité à la majorité, 2 juges donnent l'égalité, 1 désigne un gagnant

### Compétiteurs notables

#### Champions actuels
Selon le classement au 6 décembre 2023.
- Hommes
  - poids pailles (-52,2 kg) : Jo Arai (en)  Japon
  - poids mouches (-56,7 kg) : Jo Arai (en)  Japon
  - poids coqs (-61,2 kg) : Tatsuya Ando  Japon
  - poids plumes (-65,8 kg) : Keisuke Sasu (alias Sasuke)  Japon
  - poids légers (-70,3 kg) : Yamato Nishikawa (ja)  Japon
  - poids welters (-77,1 kg) : Hernani Perpetuo (en)  Brésil
  - poids lourds-légers (-83,9 kg) : Siyar Bahadurzada (en)  Pays-Bas
- Femmes
  - super-poids atomiques : Ayaka Watanabé  Japon
  - poids atomiques (-47,6 kg) : Chiyu Sawada (alias Chihiro)  Japon

#### Anciens champions
- Norifumi Yamamoto (poids plumes)

- Alexandre Franca Nogueira (poids légers)
- Takeshi Inoue (poids légers)
- Tatsuya Kawajiri (poids légers)
- Rumina Sato (poids légers)

- Jake Shields (poids moyens)
- Shinya Aoki (poids moyens)
- Akira Kikuchi (poids moyens)

- Yuki Nakai (poids welters)
- Vitor Ribeiro (poids welters)
- Joachim Hansen (poids welters)
- Hayato Sakurai (poids welters)
- Anderson Silva (poids welters)
- Takanori Gomi (poids welters)

- Masanori Suda (poids lourds-légers)

- Enson Inoue (poids lourds)